# Okręg wyborczy Tunbridge Wells
Okręg wyborczy Tunbridge Wells powstał w 1974 r. i wysyła do brytyjskiej Izby Gmin jednego deputowanego. Okręg położony jest w hrabstwie Kent.

## Deputowani do brytyjskiej Izby Gmin z okręgu Tunbridge Wells
- 1974–1997: Patrick Mayhew, Partia Konserwatywna
- 1997–2005: Archie Norman(inne języki), Partia Konserwatywna
- od 2005: Greg Clark, Partia Konserwatywna (niezależny od września do listopada 2019)
- od 2024: Mike Martin(inne języki), Liberalni Demokraci

## Źródła
- Tunbridge Wells (1997–2010)
- Tunbridge Wells (2010–2024)
- Tunbridge Wells (od 2024)